# Canvi fonètic
Un canvi fonètic o canvi fonològic és un canvi històric que té conseqüències perceptives i consegüentment productives en la pronunciació i de vegades en l'ortografia d'una llengua. S'ha de diferenciar entre el fenomen que és real i la seva explicació que queda hipotètica. Entre els canvis fonètics hi ha entre d'altres l'assimilació, dissimilació, metàtesi, diftongació, fusió, elisió, vocalització, haplologia i contaminació.
Exemples de diferents sons del llatí popular que es van canviar en la semivocal labiovelar del català:
| llatí   | català |
| ------- | ------ |
| crucem  | creu   |
| credit  | creu   |
| pacem   | pau    |
| pretium | preu   |
| cadere  | caure  |
| cocere  | coure  |

Moltes llengües han conegut tals evolucions fonètics. Entre d'altres l'anglès amb el gran canvi vocàlic (Great Vowel Shift) quan entre d'altres la /aː/ es va transformar en /eɪ/ des del segle xiii o la segona mutació consonàntica germànica des del segle iv. Tal canvis poden —o no— conduir a un canvi ortogràfic espontani o decretat.
Quan aquest fenomen és repetitiu certs lingüistes sobretots alemanys, els anomenats «neogràmatics» sota la influència d'August Leskien (1840-1916) i August Schleicher (1821-1868) van pretendre a la obligatorietat i la universalitat d'aquesta evolució i van optar per al terme «llei fonètica», com per exemple la llei de Grassmann i les lleis de Grimm i Verner. Una teoria que roman controvertida pels dialectòlegs i els estudiosos de la geografia lingüística i la fonètica experimental. La qüestió de les lleis fonètiques és un dels més debatuts en la lingüística, per la multitud d'irregularitats en intentar formular aquestes «lleis».